# Cormac Murphy-O'Connor
Cormac Murphy-O'Connor (Reading, 24 augustus 1932 – Londen, 1 september 2017) was een Brits geestelijke en kardinaal van de Rooms-Katholieke Kerk.
Murphy-O'Connor werd geboren in een gezin van vijf kinderen. Twee van zijn broers werden eveneens priester. Na zijn middelbare school bezocht hij het Engels College in Rome en studeerde vervolgens aan het Gregorianum theologie en wijsbegeerte. Hij werd op 28 oktober 1956 priester gewijd. Vervolgens werkte hij in Portsmouth en Fareham. In 1966 werd hij secretaris en kapelaan van de bisschop van Portsmouth. In 1971 werd hij rector van het Engels College in Rome.
Op 17 november 1977 werd Murphy-O'Connor benoemd tot bisschop van Arundel and Brighton. Zijn bisschopswijding vond plaats op 21 december 1977. Hij hield zich in de tijd die hierop volgde intensief bezig met de oecumene, vooral als voorzitter van de internationale commissie voor de dialoog tussen de Anglicaanse Kerk en de Katholieke Kerk. Het leverde hem onder andere een eredoctoraat van Lambeth op, op voordracht van de aartsbisschop van Canterbury.
Op 22 maart 2000 benoemde paus Johannes Paulus II Murphy-O'Connor tot aartsbisschop van Westminster en tot primaat van Engeland en Wales.
Murphy-O'Connor werd tijdens het consistorie van 21 februari 2001 kardinaal gecreëerd. Hij kreeg de rang van kardinaal-priester. Zijn titelkerk werd de Santa Maria sopra Minerva. Hij nam deel aan het conclaaf van 2005.
Als aartsbisschop van Westminster zette Murphy-O'Connor zich in voor het eerbiedigen van sacramenten als de biecht, die steeds minder in acht genomen leken te worden.
Murphy-O'Connor ging op 3 april 2009 met emeritaat.
- Bibliothèque nationale de France: cb135553982 (data)
- Gemeinsame Normdatei: 140258205
- International Standard Name Identifier: 0000 0001 1511 9811
- Library of Congress Control Number: n85043294
- Nationale bibliotheek van Australië: 49640887
- Nederlandse Thesaurus van Auteursnamen: 07189229X
- Système universitaire de documentation: 050826557
- Trove: 1493669
- Virtual International Authority File: 103794611
- WorldCat: E39PBJxmKDTB9hFFyhDpBTyyBP